# Ishiguro Munemaro
Ishiguro Munemaro (japanisch 石黒 宗麿; geboren 14. April 1893 in Imizu (Präfektur Toyama); gestorben 3. Juni 1968) war ein japanischer Töpfer während der Shōwa-Zeit.

## Leben und Wirken
Ishiguro Munemaro schloss die Schule im Jahr 1912 ab. Er beschloss  Töpfer zu werden und experimentierte mit der Raku-Keramik, Iga-Keramik (伊賀焼, Iga-yaki), Mishima-Keramik (三島手), Karatsu-Keramik (唐津焼), mit Hakeme (刷毛目), dem Farbauftrag mit dünnen Pinsel auf hellem Untergrund, mit dem Porzellan der Südlichen Song-Zeit, mit den dreifarbigen Keramiken der Tang-Zeit und mit Dekorationen im koreanischen Stil.
1939 gelang es ihm, die erste glatten Kaki-farbenen Temmoku-Schalen herzustellen, ebenso 1940 die ersten Dreiblatt-Tenmoku außerhalb Chinas, auch Versionen der Oberflächen mit Rebhuhnfieder-Punktdesign. Auch mit den Honan-(河南)-Temmoku, braunschwarz, beschäftigte er sich.
Ishiguro gewann höchste Auszeichnungen auf der Weltfachausstellung Paris 1937, auf der Ausstellung des japanischen Handelsministeriums 1941. Mit seinen Beiträgen zur Temmoku-Glasur wurde er 1955 als einer der ersten mit dem Ehrentitel „Lebender Nationalschatz“ ausgezeichnet.